# Épervier de Madagascar
Accipiter madagascariensis
Espèce
Statut de conservation UICN

 NT  : Quasi menacé
Statut CITES
L'Épervier de Madagascar (Accipiter madagascariensis) est une espèce de rapaces diurnes de la famille des Accipitridae.

## Taxinomie
La paternité de la description de l'espèce a longtemps été attribuée à Andrew Smith (1834), mais il s'agit d'une erreur.

## Description
Cet oiseau mesure 34 à 40 cm, la femelle étant plus grande que le mâle.
La tête est sombre, presque noire. Les ailes sont brun noir, légèrement teintées de bleu. La queue est brun noir rayée de sept à huit bandes claires. Les sous-caudales sont blanches.
Le dimorphisme sexuel porte non seulement sur la taille mais également sur la coloration du corps. Les parties supérieures du corps du mâle sont gris brun et les inférieures (tout comme le dessous des ailes) blanchâtres rayées de gris sombre. Les parties supérieures du corps de la femelle sont gris noir et les inférieures fortement barrées de brun noir.